# Wigginton (Hertfordshire)
Wigginton is een civil parish in het bestuurlijke gebied Dacorum, in het Engelse graafschap Hertfordshire.